# Neurocallis
Neurocallis es un género con 3 especies descritas y aceptadas de helechos perteneciente a la familia Pteridaceae. Se encuentra en Sudamérica.

## Descripción
Son plantas con hábitos terrestres; con rizoma robusto, decumbente-ascendente, escamoso en el ápice, las escamas 0.5-2 mm, deltado-lanceoladas, negras, no clatradas; hojas hasta 3 m, marcadamente dimorfas, las fértiles más largas y con pinnas más angostas (c. 1 cm de ancho); pecíolo tan largo como la lámina o más largo que ella, pajizo a pardo, glabro o esparcidamente escamoso en la base; lámina oblonga, 1-pinnada, glabra, la base truncada, el ápice un segmento terminal similar en forma a los laterales; pinnas 17-28 x 3-5.5 cm, enteras, sésiles o pediculadas, la base redondeada a cuneada, el ápice atenuado a caudado; nervaduras areoladas en toda su longitud, sin nérvulos libres incluidos; esporangios formando una línea en ambos lados de la costa, extendiéndose 1/3-2/3 desde los márgenes hasta la costa; esporas tetraédrico-globosas, sin un reborde ecuatorial; x=58.

## Taxonomía
Neurocallis fue descrito por Antoine Laurent Apollinaire Fée y publicado en Mémoires sur les Familles des Fougères 2(Hist. Acrostich.): 19. 1845. La especie tipo es: Neurocallis praestantissima Bory ex Fée

## Especies aceptadas
A continuación se brinda un listado de las especies del género Neurocallis aceptadas hasta agosto de 2014, ordenadas alfabéticamente. Para cada una se indica el nombre binomial seguido del autor, abreviado según las convenciones y usos.
- Neurocallis bipinnata (T. Moore) T. Moore
- Neurocallis pinnata (T. Moore) T. Moore
- Neurocallis praestantissima Bory ex Fée